# Миноносцы типа «Форель»
Миноно́сцы ти́па «Форе́ль» — тип миноносцев (с 1907 года — эсминцев), представители которого строились для Российского флота с 1898 по 1902 года. Всего было построено 5 миноносцев этого типа.

## Назначение
Атака кораблей противника и сопровождение своих кораблей в открытом море, борьба с миноносцами противника.

## История разработки и строительства
Заказ на разработку проекта контрминоносцев, или просто истребителей миноносцев для нужд Российского флота поступил на французские заводы Нормана и общества «Форж и Шаньтье де ла Медитерранне» в апреле 1898 года.
За основу проекта были взяты французские миноносцы типа «Пик» и «Эпэ». Конструкторы изменили планировку ряда внутренних помещений и состав минного вооружения.
Предварительно ходовые качества миноносца оценивались, согласно пояснительной записке, как «превышающие 26 узлов». Особое внимание было уделено устойчивости и «большему погружению винтов в воду».
МТК рассмотрел предоставленные чертежи и спецификации истребителей в июне 1898 года, и также предложил заводам унифицировать два проекта в один.
Решение этого вопроса затянулось до сентября, трудно шло и согласование статей контракта: в ходе переговоров проектировщиков и МТК, первые добились отмены пункта о штрафах за несвоевременную сдачу кораблей по причине рабочих стачек.
Небрежность и расплывчатость требований МТК привели к тому, что корабль лишился необходимого в северном климате внутреннего парового отопления, а из-за требований русской стороны по ограничению водоизмещения 300 тоннами, лишился к тому же необходимого для самообороны защитного вооружения (число 75-мм орудий было сокращено с 2 до 1).
Подписанный 5 декабря 1898 года контракт предусматривал постройку двух истребителей миноносцев по цене 1 520 000 франков заводом Нормана (эсминцы «Форель» и «Стерлядь») и трёх, по 1 510 000 франков, соответственно, заводом «Форж и Шантье» (остальные). Спецификации эсминцев обеих судостроительных фирм отличались только незначительными деталями.
Наблюдающим за постройкой кораблей 10 ноября 1898 года был назначен капитан 2 ранга Лебедев. Ему были назначены в помощники старшие инженер-механики: в Гавре — Боровский, а на завод Лерда и в Гавре — старший инженер-механик Боклевский.

## Конструкция корпуса и надстройки
Корпус был выполнен из никелевой стали высокого сопротивления и полностью подлежал оцинковке и разделялся на 8 отсеков. Толщина пояса килевого набора, составляла у мидельшпангоута 6,8 мм, а к оконечностям уменьшалась до 5 мм. Руль не выходил полностью из воды даже при возможном оголении винтов. Округление бортов способствовало более плавной качке, а полные кормовые обводы — обеспечению предельного хода при морском волнении. Переборки выполнены из стали, жилая палуба и платформы — из дерева, со стальными вставками над патронными погребами. Боевая рубка была сформирована стальными листами с толщиной обшивки 4−5 мм. Матросские кубрики конструкторы корабля расположили в носовой части, кондукторские кубрики — в корме корабля. На миноносцах типа «Форель» имелось и 5 офицерских кают и 2 кают-компании, отделанные полированным тиком.
Отличительным признаком миноносцев типа стала возвышенная палуба, укреплённая на стальных угольниках и стойках на высоте 0,5 м от верхней палубы и образующая род мостика из лёгких решётчатых щитов. Внедрение на эсминцы проекта конструкции возвышенной палубы позволило избежать общего для миноносцев того времени загромождения палубы и облегчить действия расчётов пушек и минных аппаратов.
Устойчивую вентиляцию внутренних помещений обеспечивал выход на возвышенную палубу сходных люков, которые могли быть открытыми даже при значительном волнении.
Носовой ходовой мостик на эсминцах этого типа отсутствовал, что сильно затрудняло их управление. Часто командир вынужден был находится в боевой рубке или
за ней, у поста машинного телеграфа или даже на платформе 75-мм орудия, сильно
проигрывая в обзоре горизонта. Кормовой мостик подвергался сильному задымлению, от которого не спасала и позднее установленная парусиновая защита.

## Боевая живучесть
В целях увеличения живучести корабля четыре котла типа Нормана развели в две (кормовую и носовую) группы. Носовая была расположена в четвёртом, а кормовая в седьмом отсеках. Пятый и шестой отсеки занимали две паровые машины тройного расширения. Водоотливную систему составляли восемь эжекторов, производительностью 100 тонн в час, и двух дополнительных, по двадцать тонн в час. Внутреннюю электрическую сеть корабля должны были составить 20 десятисвечевых ламп. Прожектор крепился на площадке за орудийной платформой.

## Главная энергетическая установка
Расход угля на 1 милю — 49 кг при 12 узлах, 45 кг при 15 узлах, 65 кг при 17 узлах.

## Вооружение
Одна 75-мм пушка Канэ, пять 47-мм пушек Гочкиса, два поворотных 380-мм торпедных аппарата (4 мины Уайтхеда).

## История эксплуатации
Участвовали в русско-японской войне. В 1907 году оставшиеся в строю корабли типа были переклассифицированы в эсминцы.
В 1916 году «Властный» и «Грозовой» были переведены из состава Сибирской флотилии на Флотилию Северного Ледовитого океана.

## Модернизация
В 1912—1913 годах 2 оставшихся в строю эсминца типа «Форель»: «Властный» и «Грозовой» прошли модернизацию. В ходе модернизации с обоих кораблей сняли все 47-мм орудия, второй (запасной) комплект мин Уайтхеда. Вместо них установили вторую 76-мм пушку и 6 пулемётов. Ходовой мостик сместили на прожекторную площадку, прожектор передвинули в корму. На эсминцах установили радиостанции, а для антенн на каждом — грот-мачту и стеньги для их растяжки. Согласно циркуляру МТК, их корпуса и «все, что может быть видимо издали» перекрасили в «шаро-зелёный» цвет.

## Список кораблей проекта
Заказаны 5 декабря 1898 г., зачислены в список кораблей флота 11 января 1899 г.
1. Форель (с 9 марта 1902 г. — «Внимательный».), спущен 25 ноября 1900 г. Погиб (разбился на камнях) 14 мая 1904 г. у острова Мурчисон, Квантунский п-ов.
2. Стерлядь (с 9 марта 1902 г. — «Выносливый».), спущен 23 февраля 1901 г. Погиб (подорвался на мине) 11 августа 1904 г. на внешнем рейде Порт-Артура
3. Осётр (с 9 марта 1902 г. — «Внушительный».), спущен 10 января 1901 г. Погиб (выбросился на мель и расстрелян японскими крейсерами) 13 февраля 1904 г. в Голубиной бухте под Порт-Артуром.
4. Кефаль (с 9 марта 1902 г. — «Властный».), спущен 15 ноября 1901 г.
5. Лосось (с 9 марта 1902 г. — «Грозовой».), спущен 26 февраля 1902 г.